# 第106装甲旅団「フェルトヘルンハレ」
『第106装甲旅団「フェルトヘルンハレ」（独: Panzerbrigade 106 „Feldherrnhalle“）』は、第二次世界大戦におけるドイツ国防軍陸軍の装甲部隊。

## 編成

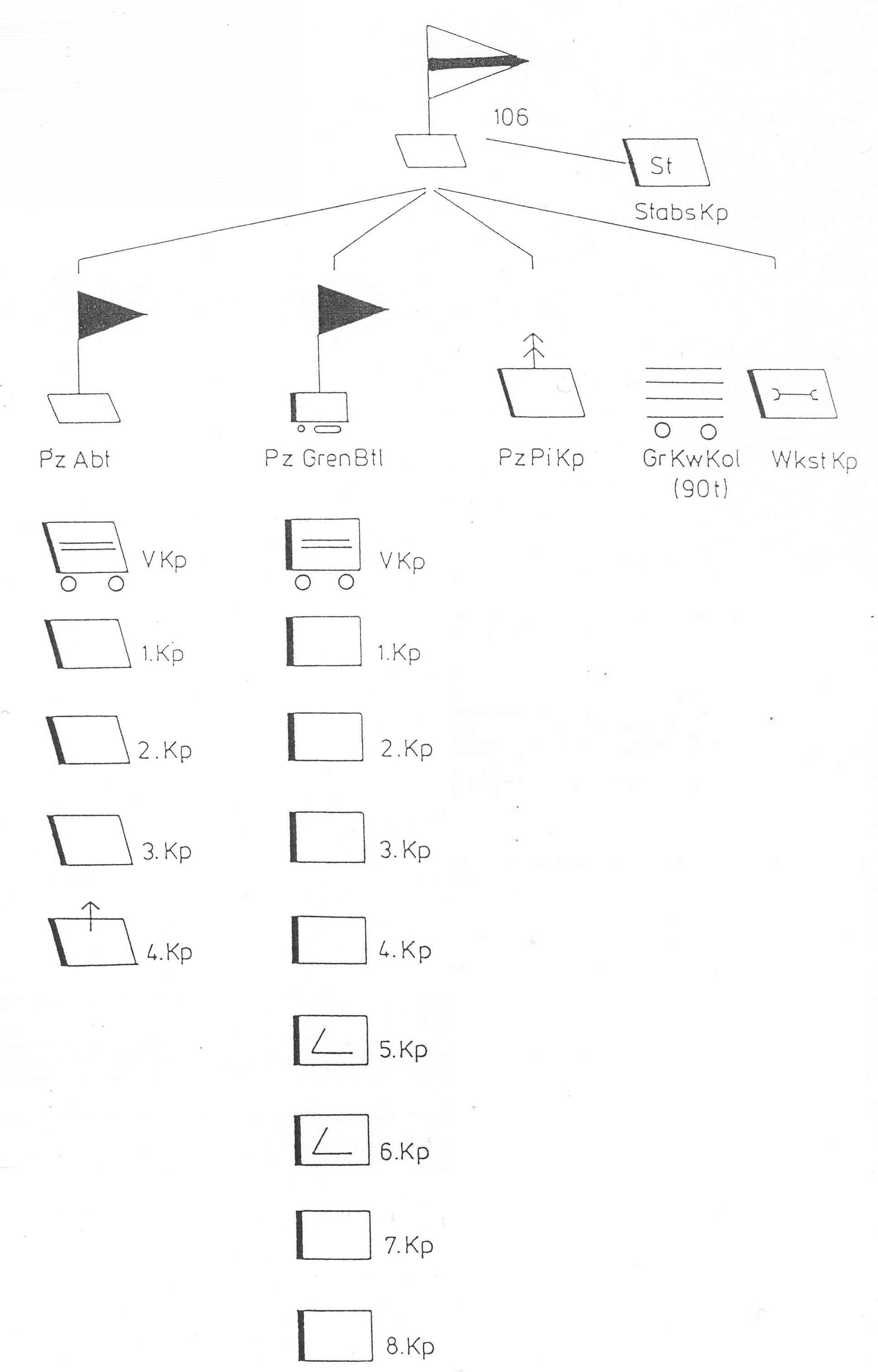
旅団編成図

1944年7月18日、陸軍総司令部 （OKH）の司令により10個の装甲旅団の編成が命じられ、1944年7月24日、ワルシャワのオルシュティンに位置するミエラウ（en）訓練場で編成された。編成には、装甲擲弾兵師団「フェルトヘルンハレ」（Panzergrenadier-Division
"Feldherrnhalle"）の残余部隊が中核となり、兵員の大部分は（自動車化）交換訓練旅団「フェルトヘルンハレ」（Ersatz- und Ausbildungs-Brigade (mot.) "Feldherrnhalle"）や他の予備部隊からの動員によるものであった。旅団の本部は、本部中隊と補給小隊が交換旅団によって引き上げられ、第11装甲連隊の人員が代わりに補充された。2106装甲大隊（V号戦車パンター装備 :Panzer-Abteilung (Panther) 2106）は、装甲交換訓練大隊「フェルトヘルンハレ」（Panzer-Ersatz- und Ausbildungs-Abteilung "Feldherrnhalle"）の3個中隊と、第10・18装甲交換訓練大隊から各1個中隊が抽出され新たに編成された。 第2106装甲擲弾兵大隊（Panzergrenadier-Bataillon 2106）は、エベンローデで（擲弾兵師団「フェルトヘルンハレ」の残余）の347人の兵員と100台からなる車両で編成された。また、いくつかの交換部隊から新兵が志願している。1944年9月4日に部隊の訓練が終了する。

## 戦闘
1944年8月30日から旅団はトリーアの南側の地域に移動し、そこからティオンヴィルの南西の地域に進みメッツ〜ブリエ（en）での反攻に備えた。しかし、旅団のマルヴィル（en）への攻撃は失敗に終わった。1944年9月7日、旅団はブリエ周辺の防衛に向かい、その後、ルクセンブルクの南部地域へ撤退した。撤退の途中、旅団はオーバーコーン（en）～ディッパッハ（en）でアメリカ軍の戦車大隊と遭遇し、敵の戦車26両と装甲偵察車8両を撃破している。その後、旅団はノイドルフ・サンドワイラー（Neudorf, Sandweiler）周辺の防衛を担い、1944年9月11日まで行動していた。その後、旅団はトーリアの南へ移動し1944年9月14日、メルツィヒ～ボルヒェン～クルツェル（Kurzel）を経由して、メッツの南にあるグロース・プルナッハ（en）周辺に展開した。この地域では第3装甲擲弾兵師団（3.
Panzergrenadier-Division）の一部と共にポンタ＝ムッソン周辺のモーゼル川にかかる敵の橋頭堡に攻撃を行った。その後、シャトー＝サラン、ノムニー（en）、マノンクール（Manoncourt）、ランドルモン（en）に攻撃を仕掛けた。ランドルモン周辺で旅団は防御側に回っており、1944年9月17日の夜までこの任務を遂行し、グロース・プルナッハ周辺の第17SS装甲擲弾兵師団「ゲッツ・フォン・ベルリヒンゲン」の戦域で反攻に参加した。1944年9月23日までプルナッハ周辺で反攻と防衛につき、その後、旅団はシャトー・サランとシャンブリー（Chambrey）、
グレメシー（en）周辺での反攻に参加した。その後、1944年9月28日までコートゥール（Courtures）周辺の防衛任務に就き、夜、旅団はライニンゲン（de）まで前進し輸送列車でラヴァル地域に移送され到着後、旅団は偵察を行う。1944年10月2日、旅団は再びベルフォールの西の地域に移送される。この地域ではコルニモン（en）周辺での反撃と防衛を行ったが、1944年10月25日、モルターニュ（Mortagne）で第21装甲師団（21. Panzer-Division）と第16国民擲弾兵師団（16. Volksgrenadier-Division）との間の前線の膠着を解消するため、ラオン（en）に展開する第21装甲師団へ向けて進撃した。この任務は、1944年10月26日から30日まで行われた。
旅団は1944年11月9日までバーデンヴァイラー（en）西方の防衛を担い、その後メッツの南東に移動する。ここでは、42両のSd Kfz 251が旅団に供給された。1944年11月14日以降、旅団は軍団の予備部隊となり第1軍と共にサン・アヴォルドの南方地域で反撃を行い1944年11月19日にザールブリュッケンに撤退するまで防衛を担った。アルザスのミュールハウゼン（de）から北西に20km離れたゲブワイラー（Gehweiler）に鉄道で移送される。1944年11月25日、旅団はハルトワルト（en）で反撃を開始した。その後、軍団の予備としてシュレットシュタット北東部に向かった。その途中で、旅団はモルスアイムへの攻撃を行っている。
1944年11月28日から30日にかけて、シュレットシュタットの北部で合計35台の敵戦車が行動不能に陥り、そのうち7台はパンツァーファウストの攻撃により撃破されていた。これは、旅団麾下の第2106装甲擲弾兵大隊・第8中隊所属のフィンク一等兵によるものであった。1944年12月から1945年1月にかけて、旅団はシュレットシュタット〜フリーゼンハイム（en）の区間やブーフツハイム（en）周辺で防衛や小規模な反撃を行っていた。1944年12月3日までケゼルスベールとオストハイム（Ostheim）周辺に展開し、これらの戦闘における功績により、旅団は1944年12月7日付の国防軍軍報（Wehrmachtbericht）に記載されている。1944年12月12日から14日にかけて、旅団はジゴルスハイム（en）への反撃や、ホッホケーニヒスブルク（de）、ベルクハイム（en）への反撃を行った。1944年12月末までカイゼルベルク～ジゴルスハイム～アーベルス（Urbels）、アンヴァイラー周辺の防衛を担った。1944年12月26日から、旅団は陸軍予備となる。
1945年1月の初め、旅団はアルザスの橋頭堡の防衛と反攻を行った。1月中旬、旅団はエメンディンゲン（en）地区で一時的に補充された。1945年1月22日から25日にかけてコルマー（en）近郊のエンシスハイム（en）で再び反撃を行った。1945年2月3日から7日にかけ、旅団は再びコルマー近郊で防衛戦を展開し1945年2月8日からはその地域から外され、1945年2月15日から27日にかけ、旅団はケルンのジークブルク地区に鉄道で移送された。1945年3月1日から7日まで、旅団はケルン周辺、ボンやバート・ホンネフ（en）での戦闘に投入された。1945年3月8日から12日にかけて、旅団は再びアエーギディエンベルグ（en）周辺の防衛任務に就いた。アルテンキルヒェン、ディードルフ（en）周辺での防衛戦が続き、3月28日まで旅団は戦闘状態にあった。1945年4月初旬、旅団はルール・ポケット包囲戦の後、南部へ退却し、旅団の残余はB軍集団の降伏と共に米軍に降伏した。